# Alan P. Peterson
Pour les articles homonymes, voir Peterson.
Alan P. Peterson est un ornithologue qui édite une base de données des oiseaux disponible sur Internet, fondée sur la Taxinomie Sibley-Ahlquist résultant des travaux de Sibley et Monroe.
Il a travaillé comme expert pour ITIS.